# Imogen Heap
Imogen Jennifer Jane Heap (født 9. december 1977) er en engelsk singer-songwriter og komponist. Hun er kendt for sit arbejde i musikduoen Frou Frou og sine soloalbums, som hun selv skriver, producerer og mikser. Hun har produceret fire studiealbums. Hendes album Ellipse fra 2009 var en stor succes i Nordamerika, og det blev nomineret til to Grammy Awards, og vandt Best Engineered Album, Non-Classical. I 2010 modtog hun det British Academy's Ivor Novello Award for International Achievement.

## Diskografi
- iMegaphone (1998)
- Speak for Yourself (2005)
- Ellipse (2009)
- Sparks (2014)

### Frou Frou
- Details (2002 • Island Records/MCA/Universal) (UK: #128)
- "Breathe In" (single) (2002 • Island Records/Universal) (UK: #44)
- "It's Good to be in Love" (single) (2002 • Island Records/Universal)
- "Must be Dreaming" (single) (2002 • Island Records/Universal)
- "Let Go" (Promotional single)